# Coppa Sabatini 1999
La Coppa Sabatini 1999, quarantasettesima edizione della corsa, si svolse il 24 settembre 1999 su un percorso di 208,8 km. La vittoria fu appannaggio del russo Dmitrij Konyšev, che completò il percorso in 4h50'41", precedendo gli italiani Marco Serpellini e Mauro Zanetti.

## Ordine d'arrivo (Top 10)
| Pos. | Corridore           | Squadra                     | Tempo    |
| ---- | ------------------- | --------------------------- | -------- |
| 1    | Dmitrij Konyšev     | Mercatone Uno-Bianchi       | 4h50'41" |
| 2    | Marco Serpellini    | Lampre-Daikin-Colnago       | s.t.     |
| 3    | Mauro Zanetti       | Vini Caldirola-Sidermec     | a 0'05"  |
| 4    | Maximilian Sciandri | La Française des Jeux       | a 0'13"  |
| 5    | Peter Van Petegem   | TVM-Farm Frites             | s.t.     |
| 6    | Niklas Axelsson     | Navigare-Gaerne             | s.t.     |
| 7    | Pascal Richard      | Mobilvetta Design-Northwave | a 0'25"  |
| 8    | Michael Boogerd     | Rabobank                    | s.t.     |
| 9    | Nicolaj Bo Larsen   | Team Home-Jack & Jones      | a 1'32"  |
| 10   | Erik Dekker         | Rabobank                    | s.t.     |